# Sabaria rosearia
Sabaria rosearia är en fjärilsart som beskrevs av John Henry Leech 1915. Sabaria rosearia ingår i släktet Sabaria och familjen mätare. Inga underarter finns listade.